# Terrakotta

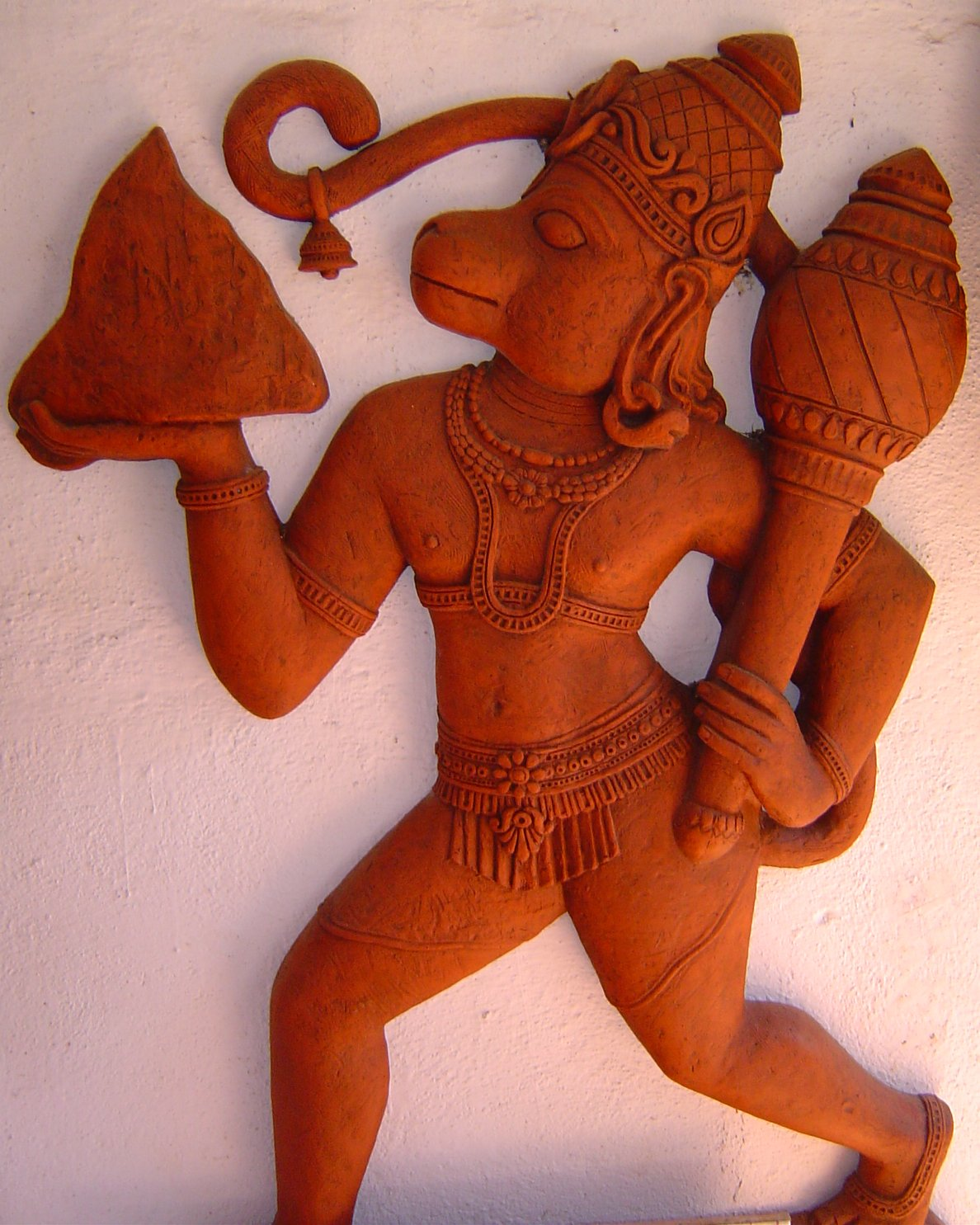
Terrakottaskulptur av den hinduiske guden Hanuman

Terrakotta (italienska terracotta, av terra, jord, lera, och cotta, bränd; franska terre cuite), bränt men oglaserat, vanligen rödbrunt lergods,  i regel avses bara det finare oglaserade lergodset med porös, ogenomskinlig massa, en underavdelning av de keramiska tillverkningarna. Användes redan under antiken som vägg- eller golvbeklädnad till ornamentik, skulpturer och kärltillverkning.
Den skiljer sig från fajans genom frånvaron av glasyr, från porslinet också genom sin ogenomskinlighet, från tegel genom sin porositet, och även från stengodset genom den porösa massan. Terrakottans färg är alltefter den större eller mindre förekomsten av järnoxid röd, brun eller gul. Den har i de äldsta tider nyttjats och nyttjas ännu till olika ändamål: kärl, plastiska figurer, arkitektoniska prydnader med mera. 
Berömda är antikens terrakottavaser och urnor med eller utan målning. Målningen anbragtes i äldre tid i svart eller brunt på ljusare - gul eller röd - botten, senare med figurerna utsparade i rött mot en mörk botten. En annan grupp av intressanta antika terrakottaarbeten utgörs av små, nätta, genremässigt uppfattade statyetter (se tanagrafigurer). I etruskisk byggnadskonst gjordes hela gavelfälts figurutsmyckning i terrakotta. Den användes mycket i Orienten. Under medeltiden användes terrakotta för arkitektoniska ändamål (golvplattor, kapital, gesimser), fick sin högsta utveckling under gotiken och gav under renässansen upphov åt en mängd framstående skulpturarbeten: byster, statyer, grupper, ofta målade i naturliga färger. 
Sedan moderna tider befinner sig terrakottafabrikationen, liksom den keramiska konsten överhuvudtaget, i en blomstringsperiod. Danmark har i sina målade vaser och Bertel Thorvaldsens figurer att uppvisa populära arbeten. I Sverige har man på liknande sätt tillgodogjort sig den ljusgula Uppsalaleran.

## Terrakotta som färgnamn
Terrakotta används ibland som namn på rödbruna färger. Någon färg med namnet terrakotta finns inte bland de ursprungliga HTML-färgerna eller webbfärgerna (X11). I andra källor ges Terra cotta färgkoordinaterna i boxen härintill.

### Fotnoter
1. ↑  ”Terra cotta / #e2725b hex color”. ColorHexa. http://www.colorhexa.com/e2725b. Läst 1 februari 2016.

### Allmänna källor
Den här artikeln är helt eller delvis baserad på material från Nordisk familjebok, Terrakotta, 1904–1926.